# نهائي دوري أبطال إفريقيا 2000
نهائي دوري أبطال إفريقيا 2000 هي المباراة النهائية للنسخة 36 من دوري أبطال إفريقيا.
وتوج بها هارتس أوف أوك الغاني على حساب الترجي التونسي.

## الفرق
| الفريق        | مشاركة سابقة (الخط الغليظ يشير إلى بطل تلك النسخة) |
| ------------- | -------------------------------------------------- |
| الترجي        | 2 (1994، 1999)                                     |
| هارتس أوف أوك | 2 (1977 ، 1979)                                    |

## النهائي
| الترجي | 1–2   | هارتس أوف أوك |
| ------ | ----- | ------------- |
|        | تقرير |               |

| هارتس أوف أوك | 3–1   | الترجي |
| ------------- | ----- | ------ |
|               | تقرير |        |